# Heather Hunte
Pour les articles homonymes, voir Oakes et Hunte (homonymie).
Heather Hunte (épouse Oakes ; née le 14 août 1959) est une athlète britannique qui courait principalement sur 100 m. 

## Biographie
Aux Jeux olympiques d'été de 1980 à Moscou, elle a remporté la médaille de bronze en relais 4 × 100 m avec ses compatriotes Kathy Cook, Beverley Goddard-Callender et Sonia Lannaman. 
Quatre ans plus tard aux Jeux olympiques d'été de 1984 à Los Angeles, avec cette fois-ci Kathy Cook, Beverley Goddard-Callender et Simone Jacobs elle remportait encore le bronze sur la même distance. 
Lors de ces deux jeux, elle atteint la finale du 100 m mais sans y obtenir de médaille. Elle s'est mariée avec le sprinter Gary Oakes, lui aussi médaillé olympique.

## Palmarès

### Jeux olympiques d'été
- Jeux olympiques d'été de 1980 à Moscou ( Union soviétique)
  - 8e sur 100 m en 11 s 34
  -  Médaille de bronze en relais 4 × 100 m
- Jeux olympiques d'été de 1984 à Los Angeles ( États-Unis)
  - 7e sur 100 m
  -  Médaille de bronze en relais 4 × 100 m

### Championnats du monde d'athlétisme
- Championnats du monde d'athlétisme de 1983 à Helsinki ( Finlande)
  - éliminée en demi-finale sur 100 m

### Jeux du Commonwealth
- Jeux du Commonwealth de 1986 à Édimbourg ( Écosse)
  -  Médaille d'or sur 100 m
  -  Médaille d'or en relais 4 × 100 m

### Championnats d'Europe d'athlétisme en salle
- Championnats d'Europe d'athlétisme en salle de 1985 à Le Pirée ( Grèce)
  -  Médaille de bronze sur 60 m